# I. e. 480
Évszázadok: i. e. 6. század – i. e. 5. század – i. e. 4. század
Évtizedek: i. e. 530-as évek – i. e. 520-as évek – i. e. 510-es évek – i. e. 500-as évek – i. e. 490-es évek – i. e. 480-as évek – i. e. 470-es évek – i. e. 460-as évek – i. e. 450-es évek – i. e. 440-es évek – i. e. 430-as évek
Évek: i. e. 485 – i. e. 484 – i. e. 483 – i. e. 482 –  i. e. 481 – i. e. 480 – i. e. 479 – i. e. 478 – i. e. 477 – i. e. 476 – i. e. 475

## Események
- a thermopülai csata – 300 spártai egy ideig feltartja I. Xerxész perzsa király hadseregét

- a szalamiszi csata – Themisztoklész irányításával az egyesült görög flotta szétveri a perzsa flottát
- Római consulok: M. Fabius Vibulanus és Cn. Manlius Cincinnatus
- Himérai csata (v. "imérai csata"), a szürakuszai Gelón győzelmet arat a karthágói Hamilkar felett

## Születések
- Euripidész görög költő († i. e. 406)

## Halálozások
- I. Leónidasz spártai király a thermopülai csatában